# Судно на підводних крилах

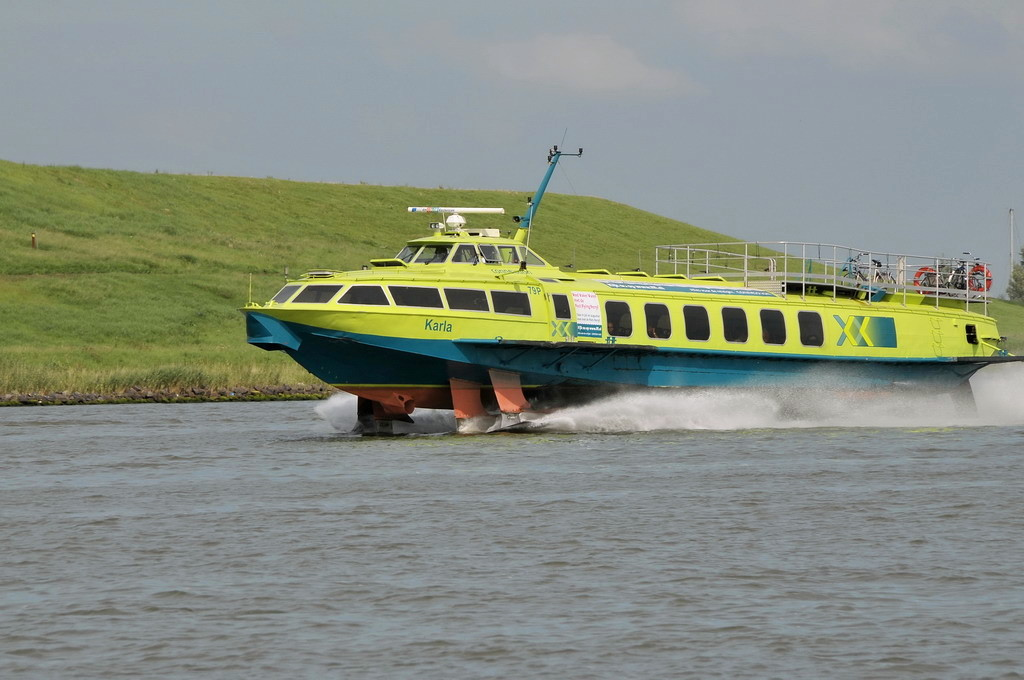
Український «Восход» у Нідерландах

Судно на підводних крилах — тип швидкісного судна з динамічним принципом підтримки, у якого під корпусом розташовані підводні крила.

## Опис
На стоянці і при проходженні з малою швидкістю судно на підводних крилах утримується на воді за рахунок сили Архімеда, як і звичайне водовміщаюче судно. На високій швидкості за рахунок створюваної цими крилами підйомної сили судно корпус судна піднімається над водою. При цьому значно зменшується площа контакту з водою, і гідродинамічний і опір води, що дозволяє розвивати вищу швидкість.
Економічно доцільна швидкість руху обмежена величиною близько 100 км/год (для військового призначення — швидкість до 180 км/год). Таке обмеження викликане проблемою кавітації підводного крила, коли через зниження тиску в зоні обтікання крила виникає кипіння води, що різко знижує гідродинамічні характеристики крила.
Основний недолік таких суден — низька економічність в порівнянні з тихохідними водовмісними суднами і неможливість плавання при значному хвилюванні.